# Kanton Sartène
Kanton Sartène (francouzsky Canton de Sartène) je francouzský kanton v departementu Corse-du-Sud v regionu Korsika. Tvoří ho 7 obcí.

## Obce kantonu
- Belvédère-Campomoro
- Bilia
- Foce
- Giuncheto
- Granace
- Grossa
- Sartène